# Budynek Prezydium Policji w Gdańsku
Budynek Prezydium Policji (niem. Polizeipräsidium) – zabytkowy gmach w Gdańsku przy ulicy Okopowej 9.

## Historia

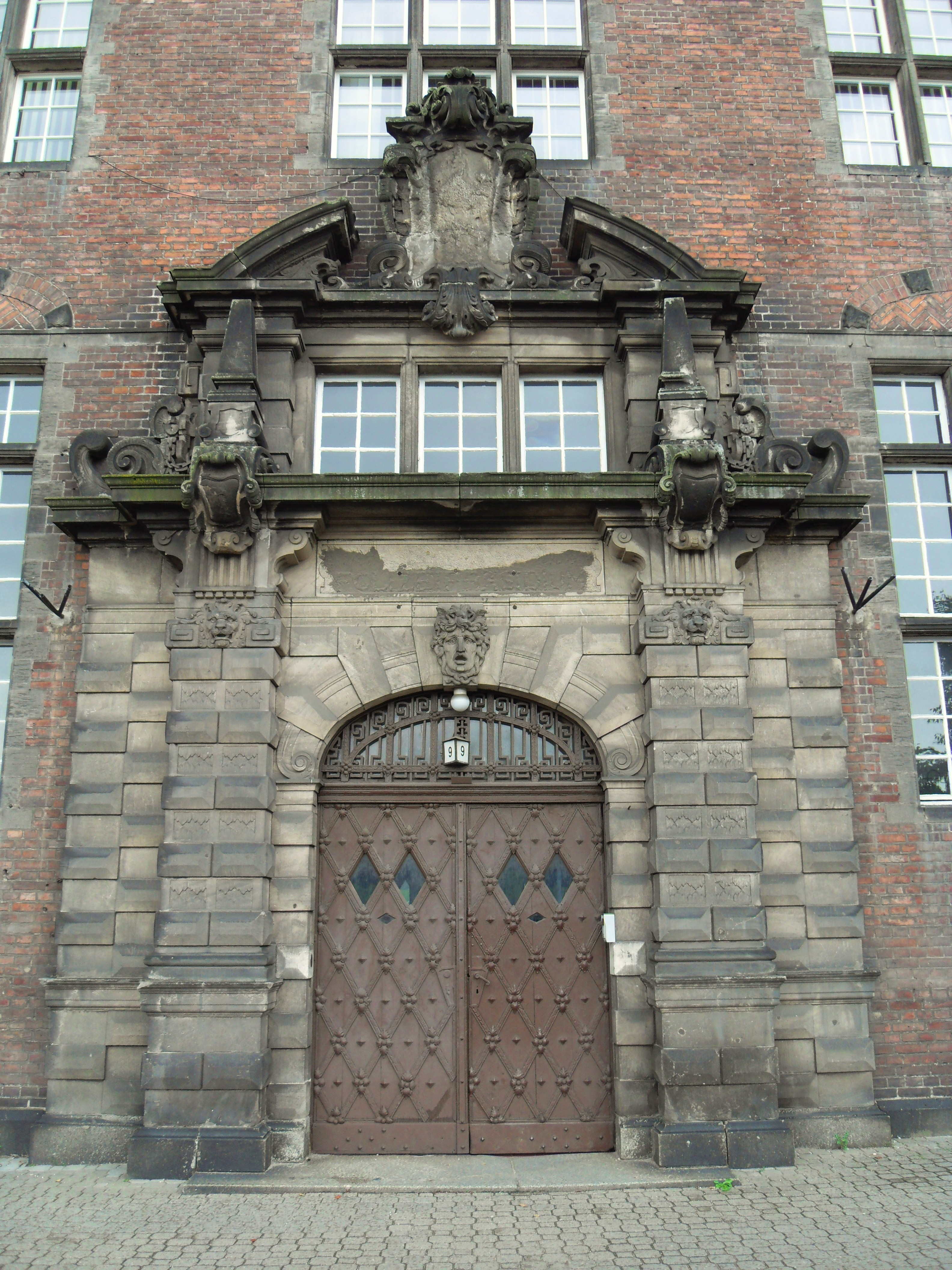
Nad głównym wejściem znajduje się nierówna wartwa tynku dużo ciemniejsza od tła. Przy pewnym wysiłku można odczytać napis: Polizeipräsidium.

Budynek wzniesiony w latach 1902-1905 według projetu Otto Kloeppela w miejscu po zniwelowanym Bastionie Karowym. Składa się z pięciokondygnacyjnego gmachu głównego, aresztu i willi naczelnika. Pomiędzy nimi znalazł się dziedziniec pełniący funkcję spacerniaka. Budynek utrzymany w stylu historycznym, nawiązującym do gotyku. Siedzibę w nim miała policja kryminalna, policja obyczajowa, urząd meldunkowy i biuro paszportowe.
W okresie Wolnego Miasta Gdańsk budynek mieścił siedzibę policji gdańskiej (SIPO). Przetrwał II wojnę światową bez zniszczeń. Po wojnie był siedzibą Ministerstwa Bezpieczeństwa Publicznego, a potem Komendy Wojewódzkiej Milicji Obywatelskiej, Wojewódzkiego Urzędu Bezpieczeństwa Publicznego w Gdańsku, Urzędu Ochrony Państwa, a obecnie Agencji Bezpieczeństwa Wewnętrznego. Wpisany do rejestru zabytków w 1997 roku.